# Sur le but de l'idéographie

Sur le but de l'idéographie est un article de Gottlob Frege, publié en 1882-1883, dans le Jenaische Zeitschrift für Naturwissenschaft.